# Plundering van Rome (410)

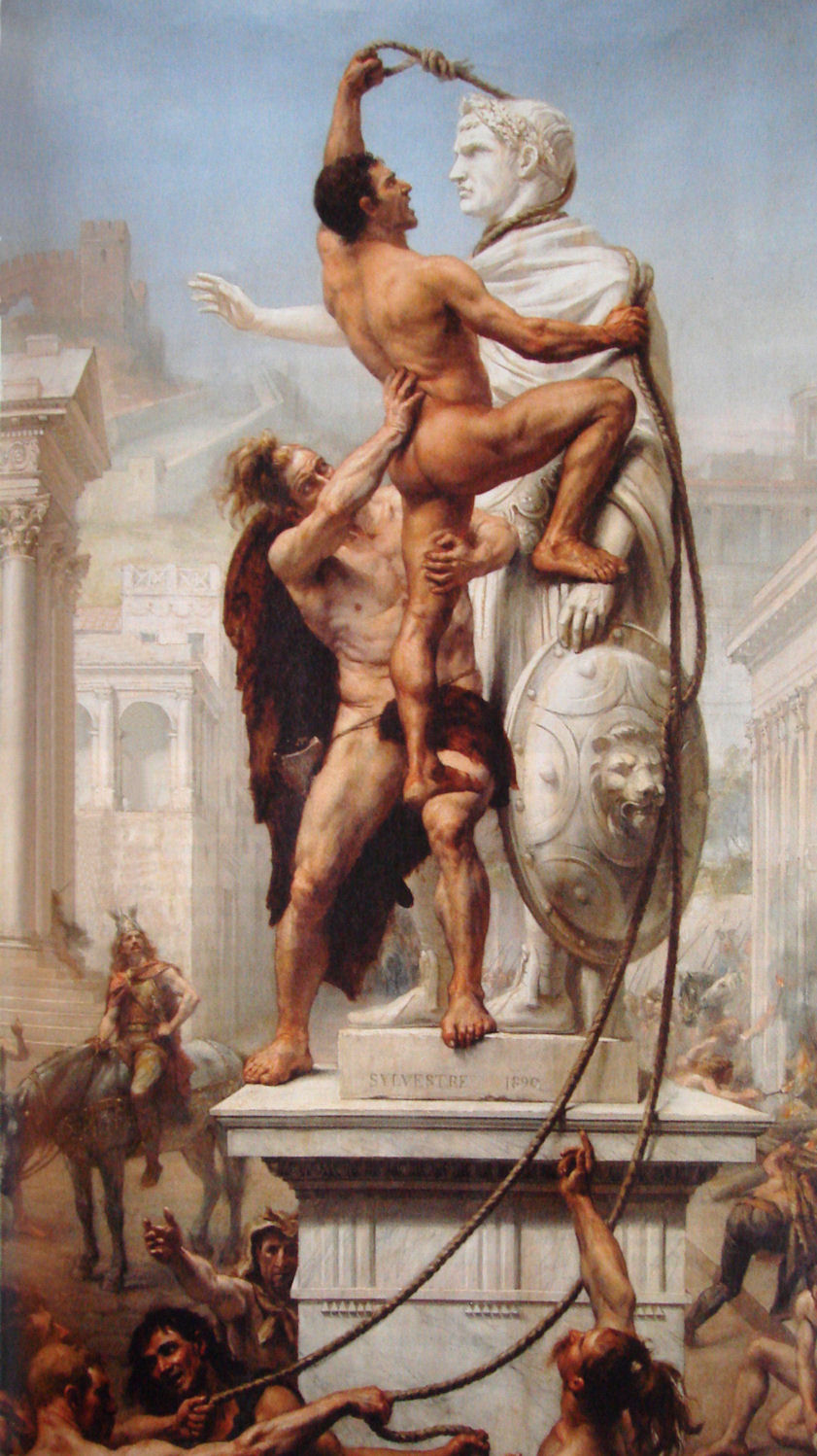
Plundering van Rome door de Visigoten op 24 augustus 410 door JN Sylvestre 1890

De Plundering van Rome vond plaats op 24 augustus 410. De stad werd door de Visigoten onder leiding van koning Alarik I aangevallen. Rome was op dat moment al niet meer de hoofdstad van het West-Romeinse Rijk. Mediolanum, het oude Milaan, werd in 286 de hoofdstad, gevolgd door Ravenna in 402. Desondanks werd de oude stad Rome gezien als "de eeuwige stad" en het spirituele centrum van het rijk. De plundering was een grote schok voor de tijdgenoten, vrienden en vijanden van het Rijk.
Dit was de eerste keer in bijna 800 jaar dat Rome ten prooi viel aan een buitenlandse vijand. De vorige plundering van Rome werd in 390 v.Chr. of 387 v.Chr. door de Galliërs onder leiding van Brennus ondernomen. De plundering van 410 wordt gezien als een belangrijke mijlpaal in de Val van het West-Romeinse Rijk. Hiëronymus van Stridon die toen in Bethlehem woonde, schreef "de stad die de hele wereld veroverd had, werd zelf ingenomen".

## Achtergrond
De Germaanse stammen hadden een enorme technologische, sociale en economische evolutie doorgemaakt na vier eeuwen contact met het Romeinse Rijk. Van de eerste tot de vierde eeuw groeide de economische productie bij de Germaanse stammen en de stammen verbonden zich onderling. Hun bedrevenheid in oorlogsvoering verbeterde ook waardoor ze een uitdaging voor Rome werden. De Goten vielen sinds 238 geregeld het Romeinse Rijk binnen. Op het einde van de vierde eeuw vielen de Hunnen de Germaanse gebieden binnen waardoor de druk op de grenzen van het Romeinse Rijk door de Germaanse stammen verhoogde. In 376 dwongen de Hunnen de Thervingi, onder leiding van Fritigern en Alavivus, om bescherming te zoeken in het Oost-Romeinse Keizerrijk. Hongersnood, hoge belastingen, de haat van de Romeinse bevolking en een corrupte overheid deden de Goten tegen het Keizerrijk keren. De Goten kwamen in opstand en begonnen doorheen de oostelijke Balkan te plunderen en roven. Een Romeins leger onder leiding van de Oost-Romeinse keizer, Flavius Julius Valens, ging op weg om ze neer te slaan. Fritigern versloeg de Romeinen in de slag bij Adrianopel waarin keizer Valens sneuvelde. In 382 kwam er uiteindelijk vrede tot stand en tekende de nieuwe Oost-Romeinse keizer Theodosius I een verdrag met de Thervingi die later bekend zouden komen te staan als de Visigoten. Het verdrag maakte van de Visigoten onderdanen van het Oost-Romeinse Rijk in de hoedanigheid van Foederati. Zij kregen het noordelijke deel van de provincies Dacia en Thracië toegewezen. Hoewel het gebied onder Romeinse soevereiniteit bleef en van de Visigoten werd verwacht dat zij militaire dienstplicht zouden vervullen, werden zij als autonoom beschouwd.
Fritigern stierf rond het jaar 382. In 391 werd Alarik I tot koning der Visigoten aangeduid door een deel van de Visigoten. De exacte datum en de aard van zijn functie zijn voer voor discussie. Jordanes schrijft dat hij koning werd in 400. Volgens Peter Heather was hij dat al sinds 395. In 394 leidde Alarik een leger Visigoten als deel van Theodosius' troepenmacht in een invasie van het West-Romeinse Rijk. In de slag aan de Frigidus werd de helft van de Visigoten gedood door het West-Romeinse leger onder leiding van usurpator Eugenius en zijn generaal Arbogast. Theodosius won de strijd en hoewel Alarik zich van dan af, vanwege zijn dapperheid, comes mocht noemen, groeiden de spanning tussen de Goten en Romeinen. Het leek er namelijk op dat de Romeinen de Goten verzwakt hadden door hen de zwaarste last in de gevechten te laten dragen. Alarik was ook woedend omdat hij geen hoger ambt in de keizerlijke administratie had gekregen.

### De opstand van Alarik

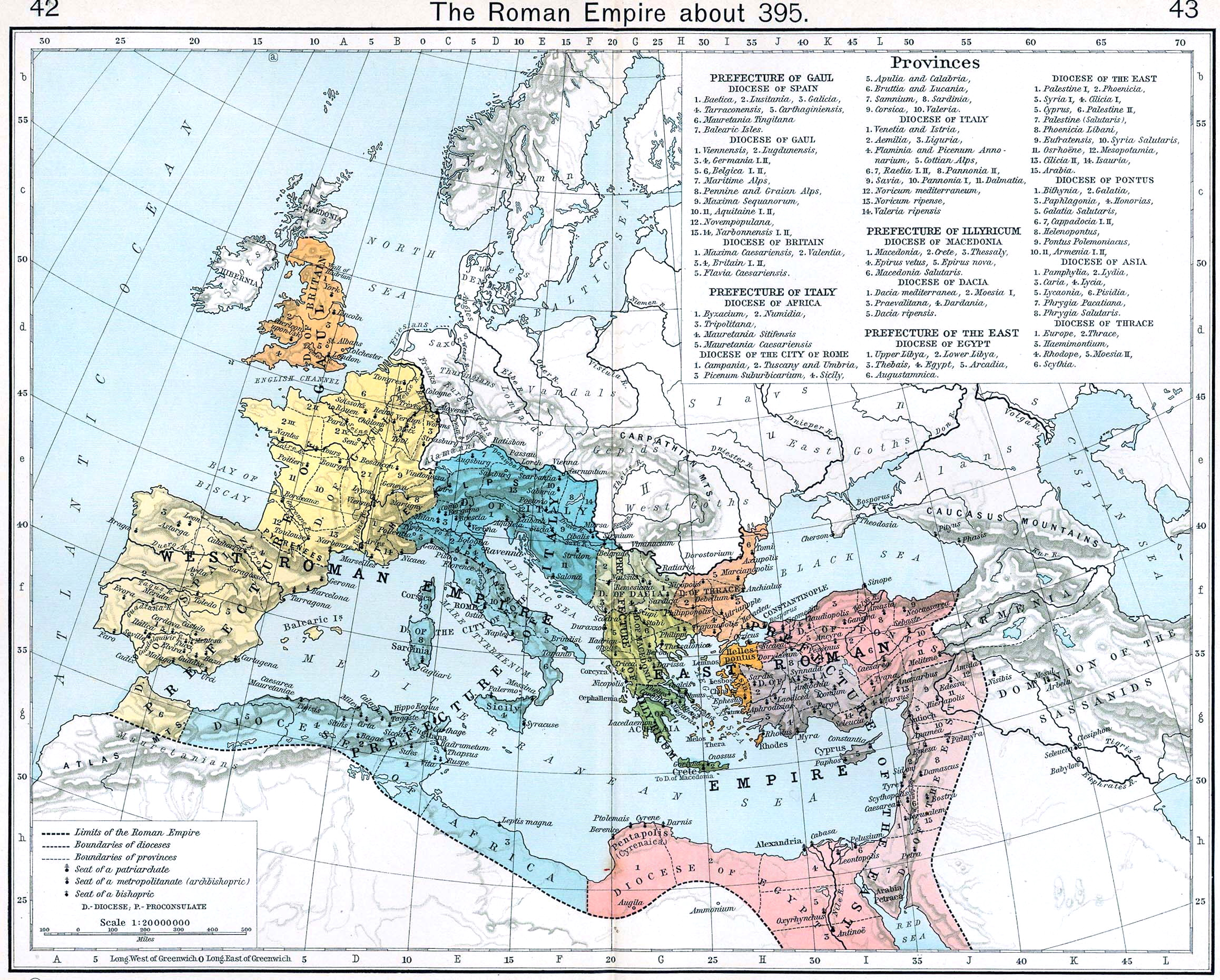
De administratieve verdeling van het Romeinse Rijk in 395, onder Theodosius I

Op 17 januari 395 stierf Theodosius I en de Visigoten beschouwden het vredespact uit 382 beëindigd. Alarik leidde z'n mannen onmiddellijk terug naar hun gebieden in Moesië, verzamelde de meeste van de federale Goten uit de provincies langs de Donau onder zijn gezag, viel Thracië binnen en naderde de Oost-Romeinse hoofdstad Constantinopel. De Hunnen vielen op dat moment Anatolië binnen. De dood van Theodosius had ook de politieke structuur van het Rijk doorheen geschud. Zijn zonen Honorius en Arcadius kregen respectievelijk het westelijke en het oostelijke rijk, maar ze waren jong en hadden ondersteuning nodig. Een machtsstrijd ontspon tussen Flavius Stilicho, die het voogdijschap over beide keizers opeiste maar die zich met zijn legers die Eugenius verslagen hadden nog in het West-Romeinse rijk bevond, en Flavius Rufinus, de pretoriaanse prefectuur van het Oosten, die het voogdijschap over Arcadius in de Oost-Romeinse hoofdstad Constantinopel opnam. Theodosius had beide mannen macht gegeven maar Rufinus beweerde dat hij aan diens sterfbed het exclusieve voogdijschap had verkregen.
Rufinus onderhandelde met Alarik over terugtrekking uit Constantinopel, vermoedelijk door hem gebieden in Thessalië te beloven. Alarik marcheerde Constantinopel uit richting Griekenland en plunderde de provincie Macedonië.
Magister utriusque militiae Stilicho trok oostwaarts Italië uit, aan het hoofd van een leger bestaande uit Oost en West Romeinen. Alarik zette zich schrap in een wagenburcht op de vlakte van Larisa, in Thessalië, waar Stilicho hem maandenlang belegerde, niet bereid om de strijd aan te gaan. Uiteindelijk beval Arcadius, schijnbaar onder invloed van Stilicho's tegenstanders, Stilicho Thessalië te verlaten. Stilicho gehoorzaamde de bevelen van zijn keizer door zijn oosterse troepen naar Constantinopel te zenden en met zijn westerse troepen terug naar Italië te trekken. De oosterse troepen die Stilicho naar Constantinopel zond, stonden onder het gezag van de Gotische generaal Gainas. Toen Rufinus de soldaten in november 395 ontmoette, werd hij dood geslagen. Het is onduidelijk of dit gebeurde op bevel van Stilicho of van Rufinus' vervanger, Eutropius.
De terugtrekking van Stilicho gaf Alarik de vrijheid om groot deel van Griekenland, waaronder Piraeus, Korinthe, Argos en Sparta, te plunderen. Athene slaagde er in een afkoopsom te onderhandelen en werd niet geplunderd. Pas in 397 keerde Stilicho terug naar Griekenland. Hij had zijn leger heropgebouwd met vooral barbaarse bondgenoten en geloofde dat de Oost-Romeinse regering zijn komst nu zou toejuichen. Na enkele schermutselingen liep Alarik in een valstrik en werd hij door Stilicho belegerd in Foloi. Stilicho trok zich echter nogmaals terug in Italië en Alarik trok Epirus binnen. Waarom Stilicho er weer niet in slaagde Alarik huiswaarts te zenden is voer voor discussie. Er wordt gesuggereerd dat het voornamelijk barbaarse leger van Stilicho te onbetrouwbaar was of dat een nieuw bevel van Arcadius en de oostelijke regering hem weer gedwongen had zich terug te trekken. Anderen opperen dat Stilicho een overeenkomst aanging met Alarik en het oosten verraadde. Wat ook de oorzaak moge geweest zijn, Stilicho werd datzelfde jaar uitgeroepen tot publieke vijand in het Oostelijke Rijk.
Alariks rooftocht in Epirus zorgde ervoor dat de Oost-Romeinse regering hem in 398 nieuwe voorwaarden aanbood. Alarik werd magister militum per Illyricum benoemd. Zo kreeg hij in zijn provincie het bevel dat hij ambieerde en toegang tot grondstoffen en wapens die hij nodig had. In tussentijd sloeg Stilicho de Gildonische opstand neer in Afrika. Hij huwde zijn dochter Maria uit, aan de slechts veertien jaar oude westelijke keizer Honorius, om zijn macht over het westen te verstevigen.

## Eerste invasie van Italië
Na de beeindiging van Gotische opstand van Tribigild in 400, werd Alarik I de titel van magister militum par Illyricum ontnomen door de nieuwe pretoriaanse prefect van het Oosten Aurelianus. Terwijl Stilicho te kampen had met een invasie van Vandalen en Alanen in Raetia en Noricum, viel Alarik met zijn mensen Italië binnen, waarmee een nieuwe Gotische oorlog uitbrak. De Goten veroverden een aantal niet nader genoemde steden en belegerden de West-Romeinse hoofdstad Mediolanum. 
Verlost van de Vandalen en Alanen kon Stilicho zich pas in 402 focussen op zijn rivaal. Hij stak de Adda over en doorbrak de belegering. Alarik trok zich terug in Pollenzo. Op paaszondag 6 april 402 voerde Stilicho een verrassingsaanval uit die bekend kwam te staan als de slag bij Pollentia. De aanval eindigde onbeslist en Alarik trok zich terug. Na korte onderhandelingen en manoeuvres geraakten beide legers weer slaags tijdens de slag bij Verona, waar Alarik verslagen en belegerd werd in een bergvesting en zware verliezen leed.  Alarik trok zich met zijn leger terug in het grensgebied tussen Dalmatië en Pannonië. 
Bevreesd na de belegering van Mediolanum verhuisde Honorius de hoofdstad naar Ravenna. Ravenna was beter verdedigbaar door de moerassen eromheen en gemakkelijker te ontvluchten door zijn toegang tot de zee. (Het verhuizen van de hoofdstad naar Ravenna zou de Westerse regering hebben afgesneden van de gebeurtenissen voorbij de Alpen, waardoor ze te veel in beslag genomen zou worden door de verdediging van Italië met als gevolg dat het West-Romeinse Rijk in z'n geheel verzwakt zou worden.)
Na verloop van tijd werd Alarik bondgenoot van Stilicho en ze kwamen overeen dat hij de provincie Illyricum terug zou opeisen voor het West-Romeinse Rijk. Stilicho benoemde Alarik in 405 terug tot magister militum per Illyricum. De plannen werden echter tijdelijk opgeborgen toen Radegast Italië binnenviel. Stilicho en de Romeinen, versterkt met de Alanen, de Goten onder Sarus en de Hunnen onder Uldin, slaagden er in Radegast te verslaan in augustus 406, doch pas na de verwoesting van het noorden van Italië. 12.000 van Radegasts Goten werden in Romeinse militaire dienst gedwongen en anderen werden tot slaaf gemaakt. In die mate zelfs dat de prijzen voor slaven tijdelijk ineenstortten.
Pas in 407 richtte Stilicho zijn aandacht terug op Illyricum en verzamelde hij een vloot om Alariks invasie bij te staan. Ondertussen bezweek de Opper-Germaans-Raetische limes onder het gewicht van Vandalen en Alanen die de Rijn overstaken in 405 of 406. De Romeinse bevolking in Britannia en Gallië kwam daardoor in opstand onder de usurpator Constantijn III. Stilicho verzoende zich in 408 met het Oost-Romeinse Rijk waardoor de Visigoten onder Alarik niet meer van belang waren voor hem. In de lente van 408 viel Alarik daarom delen van Noricum en boven-Pannonië binnen. Hij eiste 288.000 solidi (4.000 pond goud) en dreigde ermee Italië binnen te vallen als hij ze niet kreeg. Dit bedrag evenaarde de inkomsten die een enkele senaatsfamilie in één jaar verdiende uit vastgoed. Het kostte Stilicho de grootste moeite om de senaat ervan te overtuigen de som op te hoesten. Rome kocht zich een nieuw bondgenootschap met Alarik, die daarvoor naar Gallië zou trekken om de usurpator Constantijn te bevechten. De discussie over het al dan niet betalen van Alarik verzuurde de relatie tussen Stilicho en Honorius.

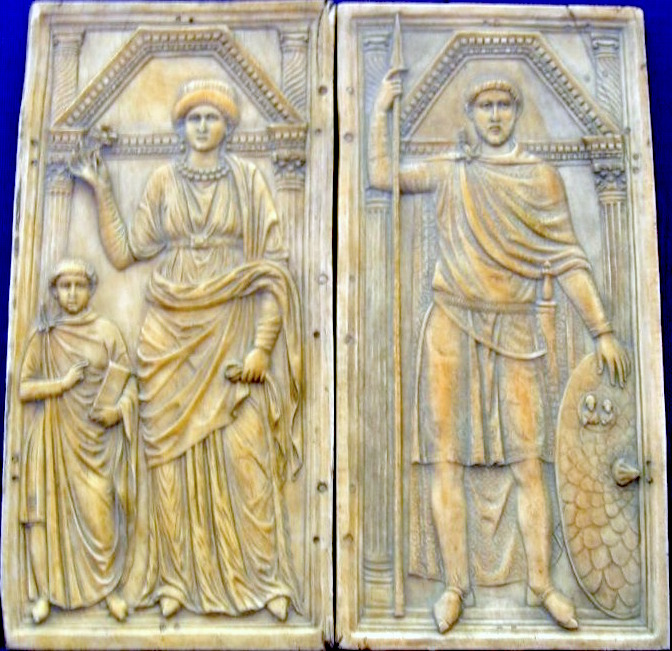
Ivoren diptiek van Stilicho (rechts) met zijn vrouw Serena en zoon Eucherius, ca. 395

Op 1 mei 408, nog voor de betaling doorging, stierf de Oost-Romeinse keizer Arcadius aan een ziekte. Hij werd opgevolgde door zijn jonge zoon Theodosius II. Honorius wilde naar het oosten gaan om zijn neefs opvolging te verzekeren maar Stilicho overtuigde hem te blijven en Stilicho zelf te laten gaan. Olympius, een palatijns ambtenaar en vijand van Stilicho, verspreidde het valse gerucht dat Stilicho plande zijn eigen zoon Eucherius op de oosterse troon te hijsen en velen geloofden dat. Romeinse soldaten begonnen te muiten en ambtenaren te doden die bekend stonden als aanhangers van Stilicho. Stilicho's barbaarse troepen stelden voor de muiters aan te vallen maar hij verbood het hen. Hij trok naar Ravenna om in overleg met de keizer de crisis op te lossen. Honorius die ondertussen de geruchten over Stilicho's verraad geloofde, liet hem arresteren. Stilicho zocht bescherming in een kerk in Ravenna maar werd buiten gelokt met beloften over zijn veiligheid. Zodra hij buiten stapte, werd hij gearresteerd, en moest, op bevel van Honorius, onmiddellijk gedood worden. Stilicho stond zijn volgelingen niet toe zich te verzetten en werd geëxecuteerd op 22 augustus 408. Aan de half-Vandaals, half-Romeinse generaal wordt het bijeenblijven van het West-Romeinse Rijk tijdens zijn dertienjarige heerschappij toegeschreven. Niet lang na zijn dood werd ook zijn zoon Eucherius geëxecuteerd in Rome.
Door de executie van Stilicho ontvingen Alarik en de Visigoten nooit hun beloofde 288.000 solidi.
Olympius werd magister officiorum benoemd en verving Stilicho als de macht achter de troon. Zijn regering was zeer anti-Germaans en geobsedeerd met de uitzuivering van alle voormalige aanhangers van Stilicho. Romeinse soldaten begonnen lukraak bevriende barbaarse foederati soldaten en hun families te vermoorden. Duizenden van hen ontvluchtten Italië en zochten bescherming bij Alarik in Noricum. Zosimus maakte melding van 30.000 vluchtelingen maar volgens Peter Heather en Thomas Burns was dat onmogelijk hoog. Heather argumenteerde dat Zosimus zijn bron verkeerd gelezen had en dat de 30.000 het volledige aantal soldaten onder Alariks bevel betrof nadat de vluchtelingen zich bij hem voegden.

## Tweede invasie van Italië

### Eerste belegering van Rome
Alarik probeerde tot een overeenkomst te komen met Honorius en eiste gijzelaars, goud en de toelating om naar Pannonië te trekken maar Honorius weigerde. Alarik, die op de hoogte was van de verzwakte verdediging van Italië, viel zes weken na Stilicho's dood Italië binnen. Hij verzocht zijn schoonbroer Athaulf ook om de aanval te vervoegen zodra hij voldoende versterkingen had. Alarik en zijn Visigoten plunderden Ariminum en andere steden op hun tocht zuidwaarts. Volgens Zosimus konden de Visigoten zonder veel tegenstand zuidwaarts marcheren, alsof ze onderweg waren naar een festival. Sarus en zijn bende Goten hielden zich afzijdig en neutraal.
De stad Rome had misschien wel 800.000 inwoners en was de grootste stad uit die tijd. Eind 408 belegerden de Goten onder Alarik de stad. Paniek spoelde door de straten en er werd een poging ondernomen, om de aanval van de Visigoten af te weren, heidense rituelen te herinstalleren in de religieus gemengde stad. Zelfs paus Innocentius I keurde het goed op voorwaarde dat het niet in het openbaar gebeurde. De heidense priesters stonden er echter op dat de offers zouden plaatsvinden op het Forum Romanum en het idee werd afgevoerd.

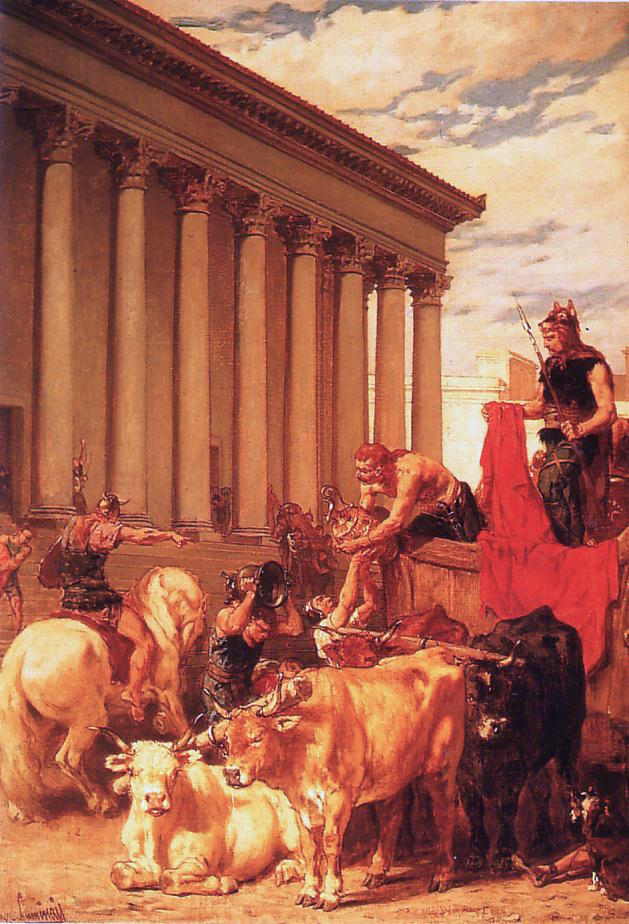
De plundering van Rome, door Évariste Vital Luminais. New York, Sherpherd Gallery

Serena, de vrouw van proscriptie Stilicho en nicht van keizer Honorius, was in de stad. De Romeinse bevolking geloofde, zonder bewijs, dat ze Alariks invasie aanmoedigde. Galla Placidia, de zus van keizer Honorius, zat ook gevangen in de belegerde stad, en gaf toestemming aan de Romeinse senaat om Serena te executeren. Serena werd gewurgd.
Hoop op hulp van het keizerlijke gezag verdween daar het beleg bleef duren en Alarik de controle nam over de rivier Tiber waardoor Rome van bevoorrading werd afgesneden. Graan werd eerst tot de helft en vervolgens tot een derde van de oorspronkelijke hoeveelheid gerantsoeneerd. Hongersnood en ziekten verspreidden zich door de stad en rottende lijken lagen onbegraven in de straten. De senaat besliste twee gezanten naar Alarik te sturen. Toen de gezanten tegen Alarik bluften dat de Romeinse bevolking getraind om te vechten en klaar voor de strijd was, lachte Alarik hen uit en zegde, "Het dikste gras is makkelijker te maaien dan het dunste." De gezanten vroegen wat Alarik wenste in ruil voor het opheffen van de belegering. Alarik eiste alle goud, zilver, huishoudelijke goederen en barbaarse slaven in de stad. Een gezant vroeg wat er de inwoners van Rome dan nog restte. Alarik antwoordde, "Hun leven." Uiteindelijk werd de stad gedwongen de Goten 5000 pond goud, 30.000 pond zilver, 4.000 zijden tuniekens, 3.000 scharlakenrood geverfde huiden en 3.000 pond peper af te staan in ruil voor de opheffing van het beleg. De Barbaarse slaven vluchtten naar Alarik waarop zijn leger 40.000 man sterk werd. Veel van die slaven waar vermoedelijk Radegasts volgelingen. Om het benodigde geld in te zamelen moesten de Romeinse senatoren naar hun eigen vermogen bijdragen. Dit leidde tot corruptie en misbruik en men kwam geld tekort. De Romeinen ontmantelden en smolten vervolgens heidense beelden en schrijnen om het verschil goed te maken. Zosimus schreef dat een van die beelden Virtus uitbeeldde, en dat wanneer het beeld gesmolten was om de barbaren te betalen, al wat nog restte aan Romeinse waarden en onversaagdheid, weggesmolten en uitgedoofd was.
Honorius stemde in met de betaling van het losgeld waarna de Visigoten zich in december 408 naar Etrurië terugtrokken.

### Tweede belegering

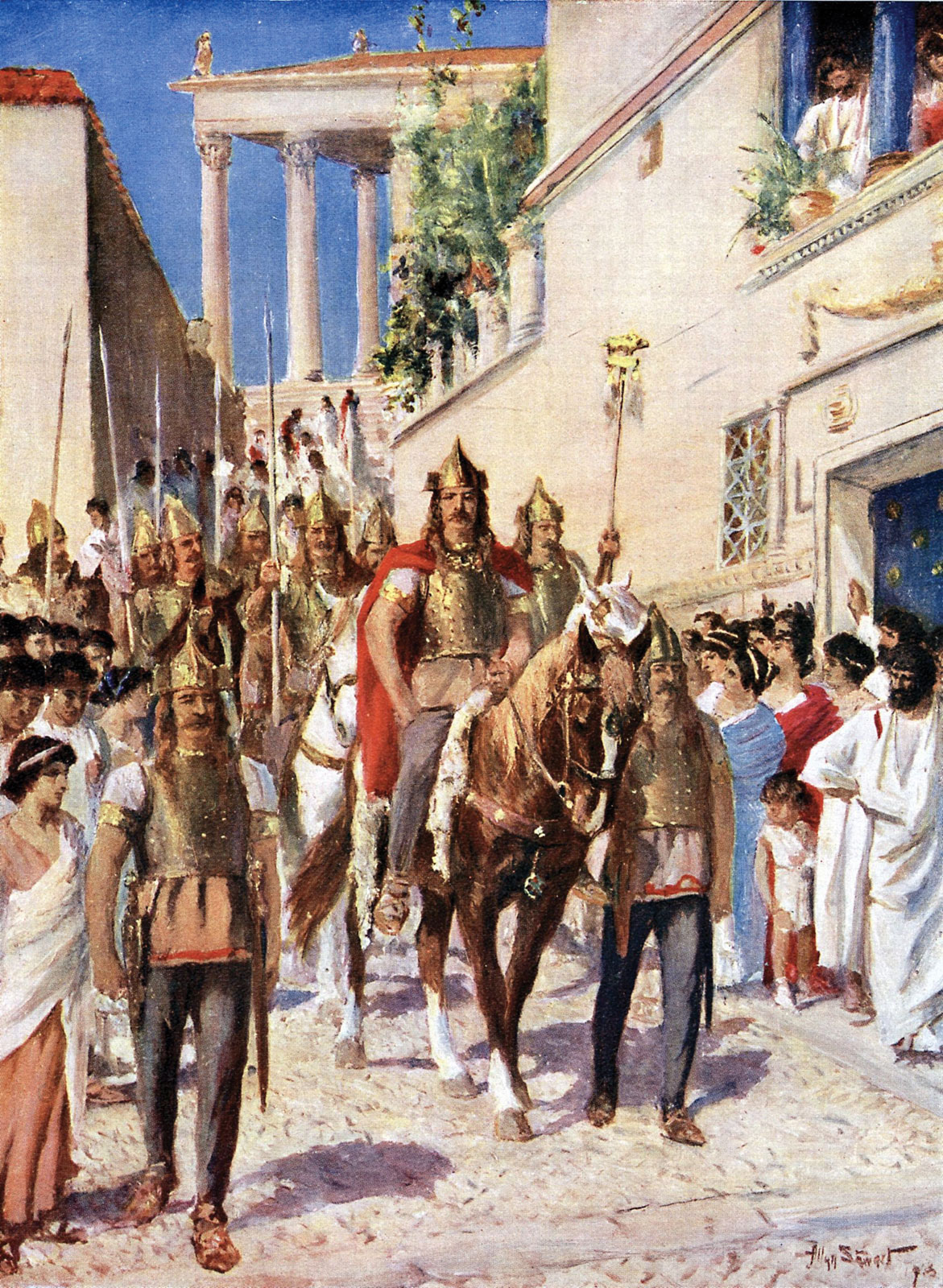
Alarik en de Visigoten.

In januari 409 stuurde de senaat een diplomaat naar het keizerlijke hof in Ravenna om de keizer aan te sporen tot een overeenkomst te komen met de Goten en om Romeinse aristocratische kinderen ter verzekering als gijzelaar aan te bieden. Alarik zou dan zijn bondgenootschap met het Romeinse Rijk vernieuwen. Honorius, onder invloed van Olympius, weigerde en riep vijf legioenen uit Dalmatia op, in totaal 6.000 soldaten. Ze zouden naar Rome moeten trekken om als garnizoen te dienen maar hun aanvoerder, een man genaamd Valens, marcheerde zijn manschappen door Ertrurië, lafhartig hopend zo de Goten te ontwijken. Hij en zijn mannen werden echter opgewacht door Alarik met zijn volledige leger en bijna iedereen kwam om of werd gevangen genomen. Slechts een honderdtal soldaten slaagden erin te ontkomen en Rome te bereiken.
Een tweede gezantschap, ditmaal met paus Innocentius I en met Gotische behoeders, werd naar Honorius gezonden om te bepleiten de Visigotische eisen te aanvaarden. De keizerlijke regering had ook een boodschap ontvangen waaruit bleek dat Athaulf, Alariks schoonbroer, met zijn Goten de Julische Alpen was overgestoken om Alarik te vervoegen. Honorius riep alle beschikbare Romeinse troepenmachten in het noorden van Italië bijeen. Hij plaatste 300 Hunnen van de keizerlijke wacht onder leiding van Olympius, en vermoedelijk ook alle andere troepen, en droeg hem op Athaulf te onderscheppen. Ze gingen de strijd aan nabij Pisa en, ondanks een vermeende 1.100 Gotische doden en slechts 17 Romeinse doden, werd Olympius gedwongen terug te keren naar Ravenna. Athaulf vervoegde Alarik. Deze nederlaag zorgde ervoor dat Olympius uit gratie geraakte en hij vluchtte naar Dalmatië. Jovius, de praefectus praetorio Italiae, verving Olympius als de macht achter de troon en verkreeg de titel patricius. Jovius veroorzaakte een muiterij bij de soldaten in Ravenna die de dood eisten van magister utriusque militae Turpilio en magister equitum Vigilantius, wat leidde tot de dood van beide mannen.
Jovius was een vriend van Alarik en was een aanhanger van Stilicho geweest, waardoor de nieuwe regering open stond voor onderhandelingen. Alarik trok naar Ariminum om er Jovius te ontmoeten en zijn voorwaarden aan te bieden. Alarik wilde een jaarlijkse honorarium in goud en graan en gebieden in de provincies Dalmatia, Noricum en Venetië voor zijn volk. Jovius schreef ook persoonlijk naar Honorius dat als Alarik tot magister utriusque militae benoemd werd hij zijn andere eisen zou milderen. Honorius wees de vraag naar een Romeinse titel af en schreef een beledigende brief naar Alarik die luidop werd voorgelezen tijdens de onderhandelingen.

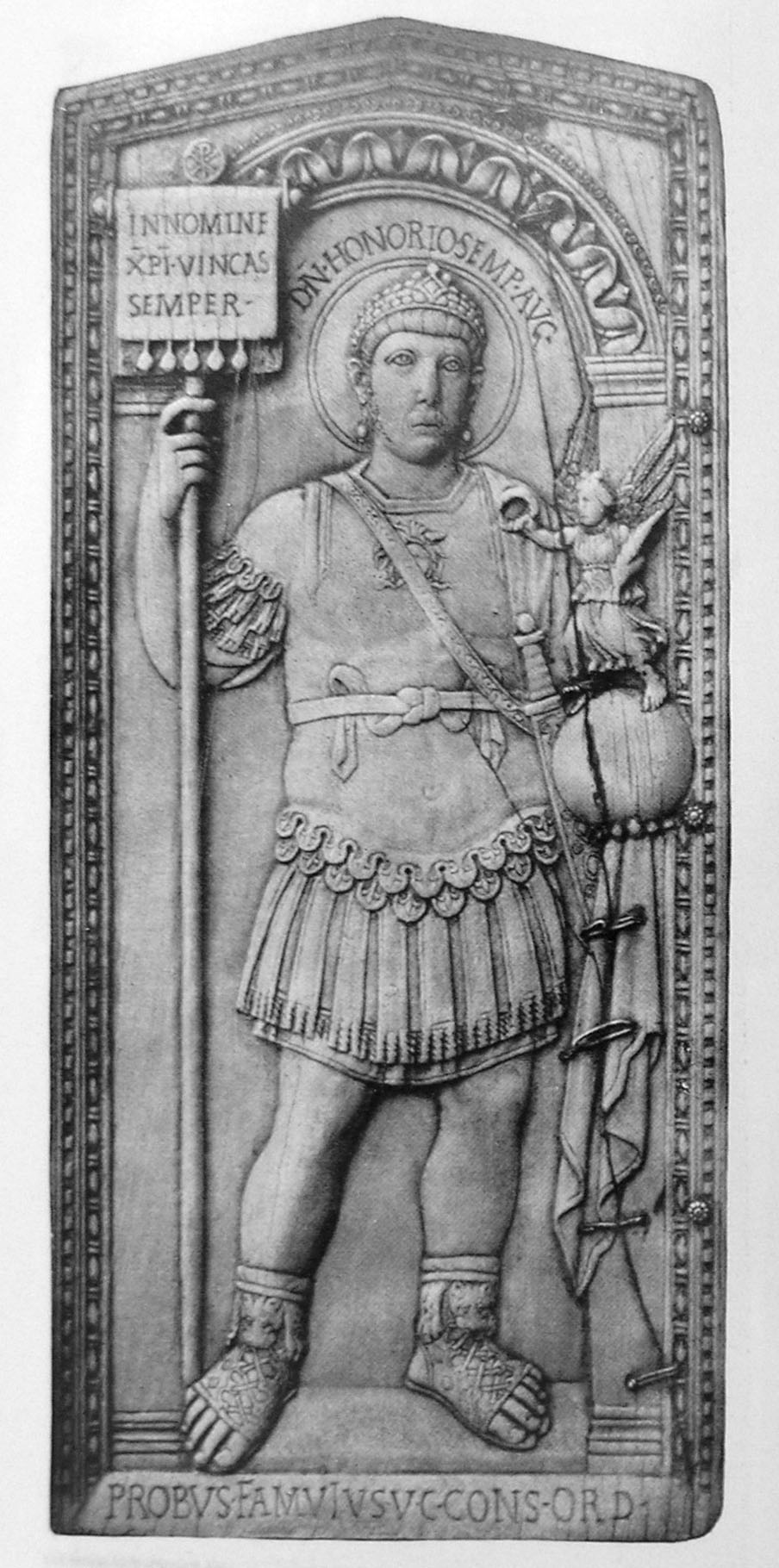
De West-Romeinse keizer Honorius afgebeeld op de Consulaire diptiek van Anicius Petronius Probus (406)

Woedend verbrak Alarik de onderhandelingen en Jovius keerde terug naar Ravenna om zijn band met de keizer te versterken. Honorius was nu vastbesloten om oorlog te voeren en Jovius zwoer op het keizerlijke hoofd nooit vrede te sluiten met Alarik. Alarik veranderde vlug van gedacht toen hij hoorde dat Honorius probeerde 10.000 Hunnen te rekruteren om de Goten te bevechten. Hij verzamelde een groep bisschoppen en zond hen naar Honorius met zijn nieuwe voorwaarden. Hij verzocht niet meer om een nieuwe titel of een honorarium in goud. Hij verlangde nu enkel gebieden in Noricum en zoveel graan als de keizer nodig achtte. De historicus Olympiodorus de jongere schreef jaren later dat hij die voorwaarden extreem gematigd en redelijk vond. Maar het was te laat. De regering van Honorius, gebonden door een eed en oorlogszuchtig, verwierp het aanbod. Alarik marcheerde op Rome. De 10.000 Hunnen werden nooit werkelijkheid.
Alarik nam Portus in en belegerde Rome opnieuw. Met hongersnood en ziekten weer in het vooruitzicht ontmoette de senaat Alarik. Hij eiste dat de senaat een van hen tot keizer zou benoemen als rivaal van Honorius. Hij steunde daarbij de verkiezing van Priscus Attalus, een heiden die zich had laten dopen. Alarik werd tot magister utriusque militiae benoemd en zijn schoonbroer tot comes domesticorum equitum in de nieuwe regering. De belegering werd opgeheven.
Heraclianus, gouverneur van het voedselrijke provincie Africa, bleef trouw aan Honorius. Attalus zond een Romeinse troepenmacht om hem te onderwerpen. Hij weigerde Gotische troepen te sturen omdat hij hun intenties wantrouwde. Attalus en Alarik marcheerden dan naar Ravenna, onderweg steden onderwerpend aan Attalus. Honorius, bang geworden door deze gang van zaken, stuurde Jovius naar Attalus om het delen van het West-Romeinse Rijk te bepleiten. Attalus antwoordde dat hij enkel wilde onderhandelen over de plaats waarnaartoe Honorius zou verbannen worden. Jovius wisselde van kamp en werd patricius benoemd door zijn nieuwe meester Attalus. Jovius wilde Honorius nog verminken, iets dat in het Oost-Romeinse Rijk een gewoonte zou worden, maar Attalus verwierp dat voorstel.
Terwijl Honorius in paniek zijn vlucht naar Constantinopel aan het voorbereiden was, kwamen er 4.000 Oost-Romeinse soldaten aan om de haven van Ravenna te bewaken. Hun aankomst deed Honorius besluiten om nieuws over de strijd in Africa af te wachten. Heraclianus had Attalus' troepenmacht verslagen en de bevoorrading van Rome afgesneden waardoor weer hongersnood in de stad dreigde. Alarik wilde Gotische troepen naar Africa sturen om de provincie in te nemen en te beveiligen maar Attalus weigerde weer, nog steeds wantrouwig over de intenties van de Visigoten met de provincie. Jovius raadde Alarik aan zich van zijn keizerlijke marionet te ontdoen. In de zomer van 410 riep Alarik Attalus naar Ariminum en ontnam hem daar van zijn keizerlijke regalia en titel. Alarik heropende de onderhandelingen met Honorius.

### Derde belegering en plundering van Rome

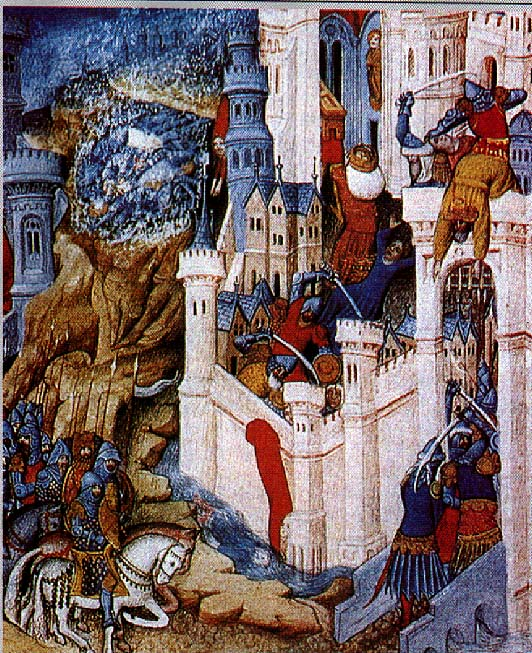
Anachronistische vijftiende-eeuwse miniatuur die de plundering van 410 afbeeldt

Honorius organiseerde een vergadering met Alarik, twaalf kilometer buiten Ravenna. Terwijl Alarik op de plaats van afspraak wachtte, viel Sarus, een gezworen vijand van Athaulf en nu bondgenoot van Honorius, Alarik en zijn mannen aan met een kleine Romeinse troepenmacht. Peter Heather vermoedde ook dat Sarus in de jaren 390 de verkiezing voor het koningschap der Visigoten verloor tegen Alarik.
Alarik overleefde de aanval. Woedend over het verraad en gefrustreerd door alle afgewezen inschikkelijkheid, gaf hij de onderhandelingen op en trok opnieuw op naar Rome, dat hij voor de derde keer belegerde. Op 24 augustus 410 stroomden de Visigoten de stad binnen door de Porta Salaria. Sommigen beweerden dat ze geopend was door verraders, anderen dat men ze opende door hongersnood. De stad werd drie dagen lang geplunderd.
Veel van de prachtige gebouwen, waaronder het Mausoleum van Augustus en de Engelenburcht, in welke vele Romeinse keizers waren begraven, werden geplunderd. De assen uit de urnen uit beide grafmonumenten werden verstrooid. Overal in de stad werden de roerende goederen gestolen. Enkele van de weinige plaatsen die gespaard bleven, waren de grote basilieken van Petrus en Paulus. Uit het Lateraans Paleis stal men een zilveren ciborie van 2.020 pond, een geschenk van Constantijn de Grote. Structurele schade aan de gebouwen was er vooral in de buurt van de oude senaat en de Porta Salaria waar de tuinen van Salustius werden vernietigd en nooit meer werden heropgebouwd. Ook de Basilica Aemilia en de Basilica Julia werden platgebrand.
De stedelingen waren ontzet. Vele Romeinen werden gevangen genomen waaronder Galla Placidia, de zus van de keizer. Sommige burgers werden vrijgelaten tegen een losprijs, anderen werden verkocht als slaven en weer anderen werden verkracht en vermoord. Veel Romeinen werden gemarteld om de locaties van hun waardevolle spullen te onthullen. Een van hen was de heilige Marcella die geen goud had omdat ze in vrome armoede leefde. Ze stierf aan haar verwondingen enkele dagen later.
De plundering gebeurde, voor die tijd nochtans, beheerst. Er was geen algemene slachting onder de burgers en de twee grote basilieken werden als toevluchtsoorden gerespecteerd. De meeste gebouwen en beelden in de stad overleefden de plundering, al waren ze ontdaan van alles van waarde.

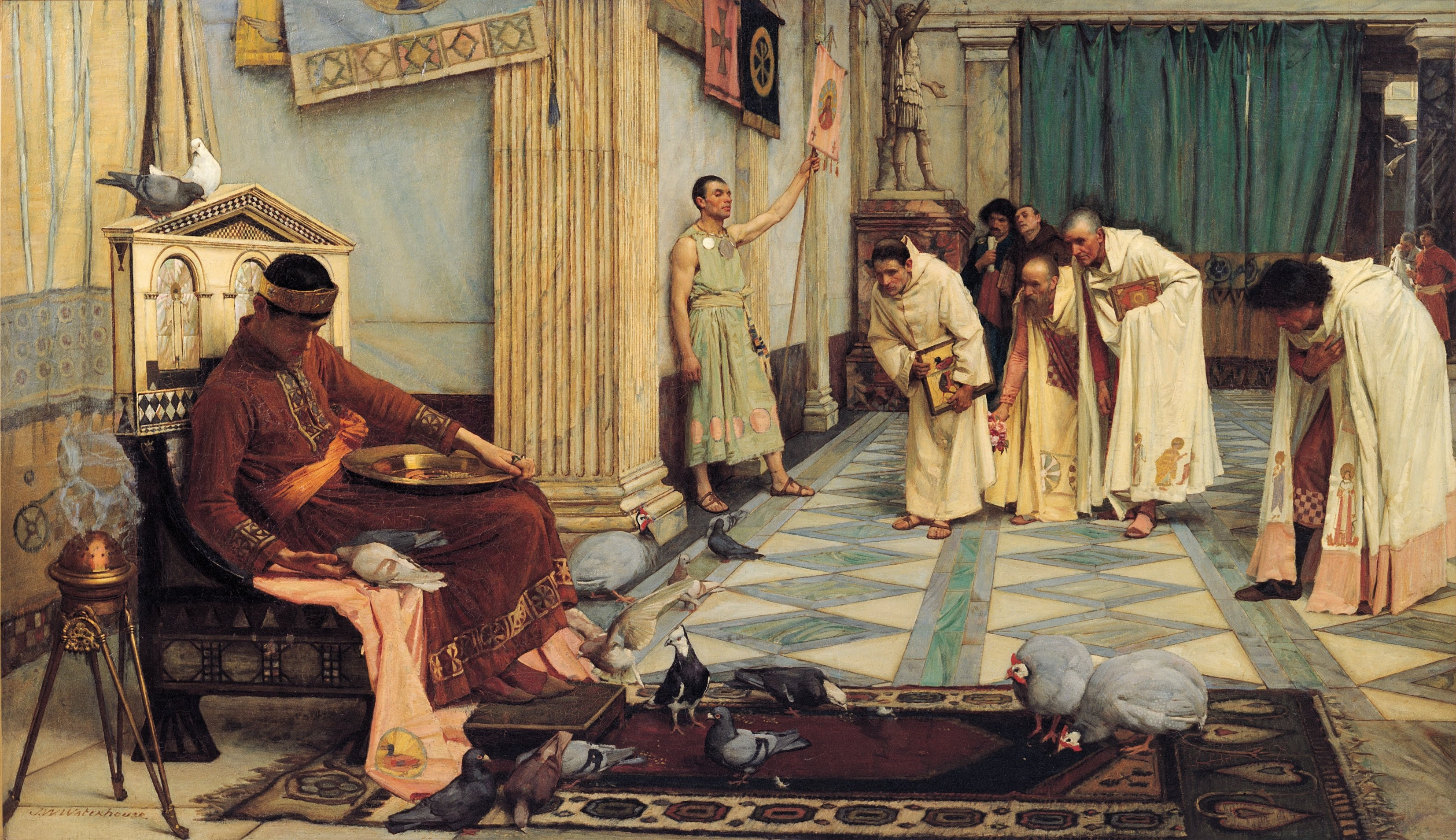
De favorieten van keizer Honorius, door John William Waterhouse, 1883

Vluchtelingen uit Rome overstroomden Africa, Egypte en het oosten. Sommige vluchtelingen werden beroofd terwijl ze asiel zochten. Heraclianus, de gouverneur van Africa verkocht jonge vluchtelingen aan oosterse bordelen.

## Nasleep
Na drie dagen plunderen en roven verliet Alarik vlug de stad en trok zuidwaarts. Hij nam de rijkdom van de stad en Galla Placidia, de zuster van de keizer, met zich mee. De Visigoten verwoestten Campanië, Lucanië en Calabrië. Nola en vermoedelijk ook Capua werden geplunderd en de Visigoten dreigden Africa en Sicilië binnen te vallen. Ze slaagden er echter niet in de straat van Messina over te steken doordat de schepen de ze verzameld hadden, vernietigd waren in een storm. In 410, slechts enkele maanden na de plundering van Rome, stierf Alarik aan een ziekte in Cosenza. Volgens een legende werd Alarik met zijn schatten door zijn slaven in de bedding van de rivier Busento begraven. De slaven werden vervolgens gedood om de locatie geheim te houden. De Visigoten verkozen Athaulf, Alariks' schoonbroer, tot hun nieuwe koning. Ze vertrokken noordwaarts, op weg naar Gallië. In 414 huwde Athaulf Gallia Placida maar hij stierf een jaar later. In 418 vestigden de Visigoten het Visigotische Rijk in het zuidwesten van Gallië en zouden het West-Romeinse rijk helpen Attila de Hun te bevechten in de Slag op de Catalaunische Velden in 451.
De Visigotische invasie leidde tot een daling van de grondbelasting. Die daalde in de getroffen provincies van 1/5 tot 1/10 van het oorspronkelijke bedrag. Evergetisme, de lokale steun voor publieke gebouwen en monumenten door de hogere klassen, verdween in Zuid- en Centraal-Italië na de plundering van die regio. Bertrand Lançon schatte, aan de hand van de Cura Annonae, dat Rome's inwonersaantal van 800.000 in 408 daalde naar 500.000 in 419.

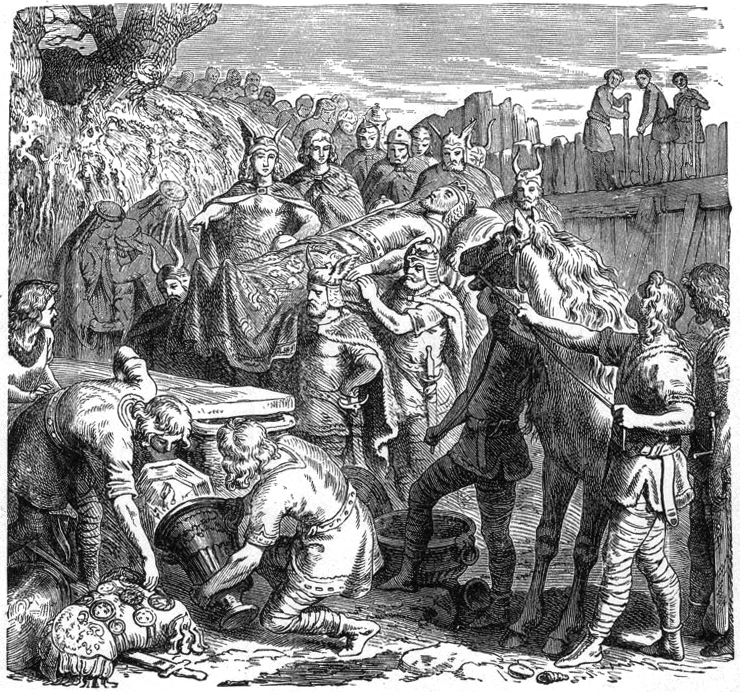
Begrafenis van koning Alarik I

Dit was de eerste keer in 800 jaar dat Rome geplunderd werd en dat toonde de toenemende kwetsbaarheid en militaire zwakte van het West-Romeinse Rijk aan. Het was een schok voor het volk van beide helften van het Romeinse Rijk die de eeuwige stad als het symbolische hart van het rijk zagen. De Oost-Romeinse keizer Theodosius II van Byzantium riep drie dagen van rouw uit in Constantinopel. Hiëronymus van Stridon schreef :"Als Rome kan vergaan, wat is er dan nog veilig ?"
Het Romeinse Rijk in deze periode leefde nog midden het religieuze conflict tussen heidenen en christenen. De plundering werd door beide kampen aangewend om tegengestelde beweringen over goddelijke legitimiteit te ondersteunen. Paulus Orosius, een christelijke priester en theoloog, geloofde dat de Val van Rome de wraak van God was over de trotse en godslasterlijke stad en dat het enkel door Gods welwillendheid was dat de stad niet erger verwoest was. Rome had haar rijkdom verloren maar niet zijn soevereiniteit. Andere inwoners geloofden dat de Val van Rome de goddelijke straf was voor het laten vallen van de heidense goden ten voordele van het christendom. Zosimus geloofde dat het christendom de politieke deugden van het Rijk hadden verzwakt door de oude traditionele rituelen te laten vallen. De povere besluitvorming van de keizerlijke regering die naar de Val van Rome leidde, kwam door een tekort aan bekommernis van de goden.
De religieuze en politieke aanvallen tegen het christendom bewogen Augustinus van Hippo ertoe De civitate Dei te schrijven. Dat werk werd een fundament van het christelijke denken.
De plundering van Rome was een gevolg van de vele dodelijke moeilijkheden die het West-Romeinse Rijk had te verduren. Binnenlandse opstanden en usurpaties verzwakten het Rijk waarop invallen van buitenaf waarschijnlijker werden. Het Romeinse leger steunde steeds meer op barbaren die het Rijk niet loyaal waren. Deze factoren zouden de stabiliteit van het West-Romeinse Rijk voortdurend in gevaar brengen. Een ernstigere plundering van de stad door de Vandalen zou volgen in 455 en uiteindelijk stortte in 476 het West-Romeinse Rijk volledig in toen Odoaker de laatste West-Romeinse keizer, Romulus Augustulus, afzette en zichzelf tot koning van Italië uitriep.